# کنت مونت-کریستو
کنتِ مونت-کریستو (به فرانسوی: Le Comte de Monte-Cristo) رمانی از الکساندر دوما پدر (۱۸۰۲–۱۸۷۰)، نویسنده فرانسوی، منتشر شده به سال ۱۸۴۵ است.

## خلاصه داستان
ادموند دانتس، دریانوردی زندانی و مسافری مرموز با چندین چهره، می‌خواهد با ثروت‌های افسانه‌وار خود طبقه اشراف پاریس را به هم بریزد. دانتس در ۱۸۱۵، در روز ازدواجش، به اتهام دروغین طرفداری از ناپلئون در بندر مارسی زندانی می‌شود و بر اثر حسادت رقیب عشقی‌اش، فرنان، و رقیب تجاری‌اش، دانگلار، مدت چهارده سال محبوس می‌ماند و این واقعه، در عین حال، به نفع مقاصد سیاسی یک قاضی جوان و جاه‌طلب به نام ویلفور است که در زندانی‌شدن او دست دارد. درسیاهچال پس از چندین سال از زندانی شدنش، متوجه می‌شود که زندانی دیگری مشغول حفاری جهت فرار کردن از زندان است سرانجام او نیز مشغول به کار می‌شود و متوجه می‌شود که او «آبه‌فاریا» یک کشیش و دانشمند ایتالیایی است. آبه‌فاریا، نقشه گنج سرشار جزیرهٔ مونت‌کریستو را در اختیار او می‌گذارد ولی درست قبل از اینکه بتوانند نقشه فرار خود را نهایی کنند آبه می‌میرد. دانتس با طرح بسیار ماهرانه‌ای از زندان می‌گریزد، گنج را به دست می‌آورد، به پاریس می‌رود و از سه دشمن خود انتقام وحشتناکی می‌گیرد. دانتس از حد همه قوانین انسانی و الهی فراتر می‌رود و مانند تقدیر، بی‌رحم و تزلزل‌ناپذیر می‌شود. این کتاب، به سبب فراوانی ابداعات عجیب و غریبش و به لطف صفا و صداقت بیانش، هنوز هم می‌تواند برای خوانندگان جالب باشد. عجیب‌ترین ماجراها در این اثر نقل می‌شود. نویسنده پروای حقیقت‌نمایی ندارد. سبکش روی هم رفته روان و پویاست. با این همه، بسیاری از بخش‌های کتاب با حقیقت روان‌شناختی شخصیت‌ها و امکان وقوع ماجراها مغایرت دارد. شهرت کم‌نظیر این رمان با نمایشی که خود نویسنده بر اساس آن تنظیم کرد و بر صحنه آورد (سال ۱۸۴۸) ادامه یافت.

## اقتباس
سریال ایرانی «قطب شمال» به کارگردانی امین محمودی یکتا  و با بازیگرانی از جمله فرزاد فرزین ( با نقشی شبیه ادموند دانتس)، آناهیتا درگاهی اقتباسی آزاد از کنت مونت کریستو است. 

## ترجمه‌ها
کنت مونت کریستو، الکساندر دوما، بنگاه ترجمه و نشر کتاب پارسه، مترجم پروین ادیب.

کنت مونت کریستو، الکساندر دوما، موسسه انتشارات نگاه، ترجمه و اقتباس ذبیح‌الله منصوری.
کنت مونت کریستو (کتاب‌های طلایی)، الکساندر دوما، انتشارات امیرکبیر، مترجم محمدرضا جعفری.
کنت مونت کریستو، الکساندر دوما، نشر افق، مترجم محسن فرزاد.